# Saint-Paterne
Saint-Paterne is een plaats en voormalige gemeente in het Franse departement Sarthe (regio Pays de la Loire) en telt 1635 inwoners (2004). De plaats maakt deel uit van het arrondissement Mamers. Saint-Paterne is op 1 januari 2017 gefuseerd met de gemeente Le Chevain tot de gemeente Saint-Paterne - Le Chevain. 

## Geografie
De oppervlakte van Saint-Paterne bedraagt 7,2 km², de bevolkingsdichtheid is 227,1 inwoners per km².
De onderstaande kaart toont de ligging van Saint-Paterne met de belangrijkste infrastructuur en aangrenzende gemeenten.

## Demografie
Onderstaande figuur toont het verloop van het inwonertal (bron: INSEE-tellingen).